# Меткомелино
Меткоме́лино — деревня в Раменском муниципальном районе Московской области. Входит в состав сельского поселения Новохаритоновское. Население — 275 чел. (2010).

## Название
В писцовых книгах XVI века упоминается как Мяхкомелино или Мягкомелино, в конце XVIII века — Миткомелина, а с середины XIX века — Меткомелино. Название, вероятно, происходит от прозвища и личного имени Мягкий Меля, где Меля — производная форма одного из календарных имён Емельян, Мелитон, Фемилий, а определение Мягкий могло характеризовать носителя имени.

## География
Деревня Меткомелино расположена в восточной части Раменского района, примерно в 15 км к востоку от города Раменское. Высота над уровнем моря 124 м. Рядом с деревней протекает река Дорка. К деревне приписано 3 СНТ — Виола, Излучина и Коптево. Ближайший населённый пункт — деревня Турыгино.

## История
В 1926 году деревня являлась центром Меткомелинского сельсовета Гжельской волости Бронницкого уезда Московской губернии.
С 1929 года — населённый пункт в составе Раменского района Московского округа Московской области.
До муниципальной реформы 2006 года деревня входила в состав Новохаритоновского сельского округа Раменского района.

## Население
| 1926 | 2002 | 2010 |
| ---- | ---- | ---- |
| 493  | ↘214 | ↗275 |

В 1926 году в деревне проживало 493 человека (243 мужчины, 250 женщин), насчитывалось 100 хозяйств, из которых 92 было крестьянских. По переписи 2002 года — 214 человек (94 мужчины, 120 женщин).